# ボスラシャム
ボスラシャム (Bosra Sham) は、アメリカ合衆国で生まれたイギリスの競走馬。
1996年カルティエ賞最優秀3歳牝馬。全兄にヘクタープロテクターがいる。

## 経歴

### 2歳
1995年8月にデビュー戦を勝つと、わずか1ヶ月後にはフィリーズマイルに優勝。キャリア1戦ながら英国2歳牝馬マイルの頂点に立った。

### 3歳
1996年は4月から始動。調教中に脚部不安を発症していたことが不安視されたが、終わってみれば6馬身差の圧勝であった。彼女は引き続き1000ギニーにも優勝したが、レース後に脚部不安が再発し、休養に入った。
4ヶ月の休養の後、ボスラシャムはクイーンエリザベス2世ステークスで復帰した。ここではマークオブエスティームやアシュカラニといった牡馬の強豪と対戦してマークオブエスティームの2着となり、初めての敗戦を経験した。
次走のチャンピオンステークスもホーリングやティマリダといった牡馬・古馬の強豪との対戦となったが、ここでは2着ホーリングに2馬身半の差をつけて優勝している。
この年のカルティエ賞最優秀3歳牝馬にはボスラシャムが選出された。

### 4歳
1997年は5月に始動。ブリガディアジェラードステークス1着、プリンスオブウェールズステークス1着と2連勝し、7月にはエクリプスステークスへ駒を進めた。ここでもボスラシャムは圧倒的な1番人気に支持されたが、徹底したマークにより進路を塞がれ、立て直す間もなくピルサドスキーとベニーザディップに続く3着での入線となった。
8月にはインターナショナルステークスに出走した。この年のインターナショナルステークスはボスラシャム以外の出走馬がシングスピール、デザートキング、ベニーザディップという非常に豪華な顔ぶれとなった。このレースでもボスラシャムは1番人気に支持されたが、競走中に落鉄して4頭立ての4着という結果に終わった。さらには落鉄の影響により持病である蹄の状態が悪化し、競走生活への復帰は絶望的として引退・繁殖入りが発表された。

### 引退後
2001年に産んだRosbergがプレミアズステークス（カナダG3）で優勝している。

## 評価
ボスラシャムはインターナショナル・クラシフィケーションで131ポンドの評価を受けている。これは牝馬としてはミエスク、オールアロングが獲得した132ポンドに次ぐ評価である。また、"A Century of Champions" においても、ボスラシャムは「20世紀の10大牝馬」「1990年代最高の英国牝馬」とされている。ヘンリー・セシル調教師は「牡馬を含めても、私が関わった馬のなかで最高の馬だ」としている。

## 競走成績
| 出走日     | 競馬場           | 競走名                  | 格 | 距離     | 着順 | 騎手       | 着差     | 1着（2着）馬       |
| ---------- | ---------------- | ----------------------- | -- | -------- | ---- | ---------- | -------- | ------------------ |
| 1995.08.11 | ニューベリー     | 未勝利                  |    | 芝6f     | 1着  | M.キネーン | 3馬身1/2 | （Faraway Waters） |
| 1995.09.24 | アスコット       | フィリーズマイル        | G1 | 芝8f     | 1着  | P.エデリー | 3馬身1/2 | （Bint Shadayid）  |
| 1996.04.19 | ニューベリー     | フレッドダーリンS       | G3 | 芝7.5f   | 1着  | P.エデリー | 6馬身    | （Keepers Dawn）   |
| 1996.05.05 | ニューマーケット | 1000ギニー              | G1 | 芝8f     | 1着  | P.エデリー | 1馬身1/2 | （Matiya）         |
| 1996.09.28 | アスコット       | クイーンエリザベス2世S  | G1 | 芝8f     | 2着  | P.エデリー | 1馬身1/4 | Mark of Esteem     |
| 1996.10.19 | ニューマーケット | チャンピオンS           | G1 | 芝10f    | 1着  | P.エデリー | 2馬身1/2 | （Halling）        |
| 1997.05.27 | サンダウン       | ブリガディアジェラードS | G3 | 芝10f7y  | 1着  | K.ファロン | 1/2馬身  | （Predappio）      |
| 1997.06.17 | アスコット       | プリンスオブウェールズS | G2 | 芝8f     | 1着  | K.ファロン | 8馬身    | （Alhaarth）       |
| 1997.07.15 | サンダウン       | エクリプスS             | G1 | 芝10f7y  | 3着  | K.ファロン | 1馬身1/4 | Pilsudski          |
| 1997.08.19 | ヨーク           | インターナショナルS     | G1 | 芝10f85y | 4着  | P.エデリー | 4馬身1/4 | Singspiel          |

## 血統表
| ボスラシャムの血統（ミスタープロスペクター系 / Nasrullah 5×5×4=12.50%） | ボスラシャムの血統（ミスタープロスペクター系 / Nasrullah 5×5×4=12.50%） | ボスラシャムの血統（ミスタープロスペクター系 / Nasrullah 5×5×4=12.50%） | （血統表の出典）         | （血統表の出典） |
| 父 Woodman 1983 栗毛                                                    | 父の父Mr. Prospector 1970 鹿毛                                          | Raise a Native                                                          | Native Dancer            | Native Dancer    |
| 父 Woodman 1983 栗毛                                                    | 父の父Mr. Prospector 1970 鹿毛                                          | Raise a Native                                                          | Raise You                |                  |
| 父 Woodman 1983 栗毛                                                    | 父の父Mr. Prospector 1970 鹿毛                                          | Gold Digger                                                             | Nashua                   | Nashua           |
| 父 Woodman 1983 栗毛                                                    | 父の父Mr. Prospector 1970 鹿毛                                          | Gold Digger                                                             | Sequence                 |                  |
| 父 Woodman 1983 栗毛                                                    | 父の母*プレイメイト Playmate 1975 栗毛                                  | Buckpasser                                                              | Tom Fool                 | Tom Fool         |
| 父 Woodman 1983 栗毛                                                    | 父の母*プレイメイト Playmate 1975 栗毛                                  | Buckpasser                                                              | Busanda                  |                  |
| 父 Woodman 1983 栗毛                                                    | 父の母*プレイメイト Playmate 1975 栗毛                                  | Intriguing                                                              | Swaps                    | Swaps            |
| 父 Woodman 1983 栗毛                                                    | 父の母*プレイメイト Playmate 1975 栗毛                                  | Intriguing                                                              | Glamour                  |                  |
| 母 Korveya 1982 栗毛                                                    | 母の父Riverman 1969 鹿毛                                                | Never Bend                                                              | Nasrullah                | Nasrullah        |
| 母 Korveya 1982 栗毛                                                    | 母の父Riverman 1969 鹿毛                                                | Never Bend                                                              | Lalun                    |                  |
| 母 Korveya 1982 栗毛                                                    | 母の父Riverman 1969 鹿毛                                                | River Lady                                                              | Prince John              | Prince John      |
| 母 Korveya 1982 栗毛                                                    | 母の父Riverman 1969 鹿毛                                                | River Lady                                                              | Nile Lily                |                  |
| 母 Korveya 1982 栗毛                                                    | 母の母Konafa 1973 鹿毛                                                  | Damascus                                                                | Sword Dancer             | Sword Dancer     |
| 母 Korveya 1982 栗毛                                                    | 母の母Konafa 1973 鹿毛                                                  | Damascus                                                                | Kerala                   |                  |
| 母 Korveya 1982 栗毛                                                    | 母の母Konafa 1973 鹿毛                                                  | Royal Statue                                                            | Northern Dancer          | Northern Dancer  |
| 母 Korveya 1982 栗毛                                                    | 母の母Konafa 1973 鹿毛                                                  | Royal Statue                                                            | Queen's Statue F-No.22-b |                  |